# Andreas Junge

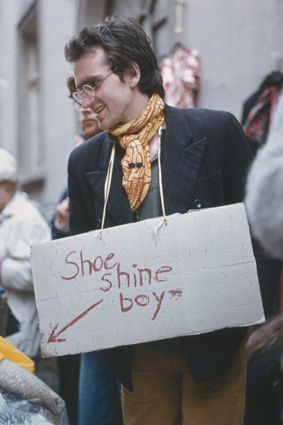
Andreas Junge (ca. 1980)

Andreas Junge (* 12. Dezember 1959 in Wuppertal; † 1. Juni 2009 ebenda) war ein deutscher Künstler.

## Leben
Von 1984 bis 1992 studierte Junge an der Kunstakademie Düsseldorf (Meisterschüler bei A. R. Penck).
1991 erhielt er den Von der Heydt-Förderpreis der Stadt Wuppertal.